# Емералд-Айл (Північна Кароліна)
Емералд-Айл (англ. Emerald Isle) — місто (англ. town) в США, в окрузі Картерет штату Північна Кароліна. Населення — 3847 осіб (2020).

## Географія
Емералд-Айл розташований за координатами 34°39′52″ пн. ш. 77°1′53″ зх. д. / 34.66444° пн. ш. 77.03139° зх. д. (34.664426, -77.031368).  За даними Бюро перепису населення США в 2010 році місто мало площу 13,14 км², з яких 12,92 км² — суходіл та 0,22 км² — водойми.

## Демографія
Згідно з переписом 2010 року, у місті мешкало 3655 осіб у 1732 домогосподарствах у складі 1106 родин. Густота населення становила 278 осіб/км².  Було 6735 помешкань (512/км²).
Расовий склад населення:
| - 96,7 % — білих - 0,8 % — азіатів - 0,6 % — чорних або афроамериканців - 0,2 % — вихідців з тихоокеанських островів - 0,2 % — корінних американців |

До двох чи більше рас належало 1,0 %. Частка іспаномовних становила 2,0 % від усіх жителів.
За віковим діапазоном населення розподілялося таким чином: 14,6 % — особи молодші 18 років, 59,6 % — особи у віці 18—64 років, 25,8 % — особи у віці 65 років та старші. Медіана віку мешканця становила 52,2 року. На 100 осіб жіночої статі у місті припадало 103,5 чоловіків;  на 100 жінок у віці від 18 років та старших — 104,1 чоловіків також старших 18 років.
Середній дохід на одне домашнє господарство  становив 82 484 долари США (медіана — 62 331), а середній дохід на одну сім'ю — 97 446 доларів (медіана — 75 703). Медіана доходів становила 60 750 доларів для чоловіків та 51 139 доларів для жінок. За межею бідності перебувало 10,8 % осіб, у тому числі 27,7 % дітей у віці до 18 років та 2,8 % осіб у віці 65 років та старших.
Цивільне працевлаштоване населення становило 1499 осіб. Основні галузі зайнятості: освіта, охорона здоров'я та соціальна допомога — 22,7 %, науковці, спеціалісти, менеджери — 14,1 %, роздрібна торгівля — 11,5 %, будівництво — 11,1 %.